# Enzymeinheit
Die Enzymeinheit (U) ist eine durch das Katal abgelöste Einheit der Enzymaktivität (in Deutschland ist das Katal seit 3. Oktober 2009 gesetzliche Einheit im Messwesen). Da sich bei Verwendung des Katal die Zahlenwerte ändern, wird die Enzymeinheit in Medizin und klinischer Chemie weiterhin genutzt.
Eine Enzymeinheit entspricht einem Mikromol Substratumsatz pro Minute unter definierten Bedingungen:
{\displaystyle \mathrm {1\,U=1{\frac {\mu mol}{min}}={\frac {10^{-6}\,mol}{60\,s}}={\frac {1}{60}}\cdot 10^{-6}\,kat=1,6{\overline {6}}\cdot 10^{-8}\,kat=16{\frac {2}{3}}\,nkat} }
und
{\displaystyle \mathrm {1\,kat=1\,{\frac {mol}{s}}=60\cdot 10^{6}\,U} }
Die Bedingungen (Temperatur, Substratkonzentration, pH-Wert etc.) sollten so gewählt werden, dass eine maximale Reaktionsgeschwindigkeit erreicht wird. Dies macht entsprechende Zusatzangaben nötig und erschwert die Vergleichbarkeit von Angaben. Häufig wird daher zumindest eine einheitliche Temperatur von 30 °C zugrunde gelegt.
Da katalytische Aktivität und Enzymmenge über die Wechselzahl des Enzyms in direktem Zusammenhang stehen, dienen Angaben in U oft als Maß für die Enzymmenge. So werden kommerziell erhältliche Enzyme für die Molekulargenetik oft gestaffelt nach Enzymeinheiten verkauft. Für Restriktionsendonukleasen sind diese jedoch in der Regel definiert durch den vollständigen Verdau von 1 μg genomischer DNA des λ-Phagen in einer Stunde unter bestimmten Reaktionsbedingungen; wird λ-DNA nicht geschnitten, so beruht die Definition auf einer anderen DNA, z. B. dem Adenovirus-2-Genom.